# 眞鍋武雄

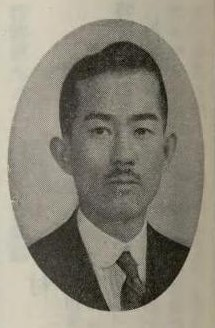
眞鍋武雄

眞鍋 武雄（まなべ たけお、1891年8月12日 - 1963年2月21日）は、日本の発明家。
神奈川県横浜市出身。明石嘉四郎の次男として生まれ、母方の叔父・眞鍋慎太郎の養子となる。1914年（大正3年）に東京高等工業学校機械科を卒業した。1929年（昭和4年）よりコンクリート機械の研究に従事し、1931年（昭和6年）に日本建機株式会社を創立した。
1933年に全国発明表彰進歩賞を受賞し、1938年には恩賜記念賞及び大賞を受賞した。1955年、紫綬褒章を受章。

## 特許
- 特許第88113号 コンクリート資料計量供給機
- 特許第90005号 混凝土混合機の配合調整装置
- 特許第98217号 「セメント液」其他之に類する泥状液又は「コンクリート」混合用水の計量供給器
- 特許第182418号 「セメント、ペースト」其他の泥状液用開閉弁